# Ivan Mrša
Ivan Mršo (9. travnja 1929. — 30. studenoga 2000.)(negdje kao Ivan Mrša) je bio rimokatolički svećenik iz Bosne i Hercegovine. Rodom je iz Bugojna. 
Komunističke vlasti uhitile su ga i osudile ga. Osudile su ga na montiranom procesu svećenicima i bogoslovima iz đakovačke Bogoslovije u Osijeku 1959. – 1960. Tad su bili osuđeni Anto Bajić, Hrvoje Gašo, Ivan Kopić, Ćiril Kos, Ivan Mršo, Zvonko Petrović, Boško Radielović i Petar Šokčević. Mršo je osuđen na tamnovanje.
Ni nakon osude nije imao mira. SDB ga je još početkom 1980. pratila kao dio skupine od 45 katoličkih svećenika u BiH koje je držala pod "operativnim tretmanom", od čega su njih 16 sumnjičili da su "povezani s ustaškom emigracijom". SDB je tvrdio da se posebno mora promatrati kontakte koje s emigracijom imaju katolički svećenici Krunoslav Draganović,  fra Petar Krasić (župnik u Kočerinu), don Ivan Mršo (župnik na Palama), fra Mijo Đeno na dužnosti u okolini Jajca, fra Ferdo Vlašić (urednik Naših ognjišta), don Franjo Krešić (župnik u Mrkonjić Gradu), don Tomislav Matković (župnik u Bosanskoj Gradišci) i don Dominik Stojanović, župnik u Otinovcu na Kupresu., str. 133
Bio je župnik na Palama i u Goraždu. Ovaj vrhbosanski kanonik zbog svog je zalaganja i djelovanja u području istočne Bosne i Podrinja došao na glas kao "apostol Istočne Bosne". Njegovim je radom održavan vjerski život katolika u tim područjima, spašavane katoličke crkve od propadanja, održavane (pr. Crkva sv. Josipa Radnika na Palama), obnavljane (pr. Crkva sv. Benedikta u Čajniču) i građene nove. Veliki je trag ostavio u Foči.